# Rua de São Miguel (Porto)
A Rua de São Miguel é um arruamento na freguesia da Vitória da cidade do Porto, em Portugal.

## História
A rua de São Miguel constituía um dos principais arruamentos da Judiaria Nova do Olival, criada em 1386 por ordem de D. João I.
Esta foi a quarta, a mais famosa e última judiaria do Porto e existiu durante 111 anos, entre 1386 e 1496. Situada dentro do perímetro das Muralhas Fernandinas do Porto, no espaço atual do quarteirão da Vitória, a judiaria do Olival construía um autêntico gueto, o que permita controlar a movimentação dos judeus. Os judeus tinham liberdade de ação na cidade, comprando e vendendo, mas estavam obrigados a recolher à judiaria à noite, ao toque de Trindades, na torre da porta do Olival.
Por édito de D. Manuel I de 1496, aos judeus portugueses foi dado o prazo de um ano para se converterem ao cristianismo ou para abandonarem o país. Quer porque muitos abandonaram as suas casas, quer porque os que se converteram não queriam ficar ligados ao passado judeu, o facto é que a zona da antiga judiaria ficou quase deserta. Pelas cartas régias de 1534 e 1539, o rei ordenou que os cristãos-novos que se tinham fixado na praça da Ribeira ou noutros locais da cidade voltassem à rua de São Miguel (designação que, na época, abrangia também a atual rua de São Bento da Vitória).
Sabe-se que muitos cristãos-novos continuaram a praticar o judaísmo clandestinamente, o que é atestado pela descoberta em 2003 de um hekhal, elemento central de uma sinagoga, no n.º 9 da rua de São Miguel, considerado Imóvel de Interesse Público desde 2012. Crê-se ser esta a sinagoga clandestina referida pelo médico Emanuel Aboab na sua Nomologia, publicada em Amesterdão em 1629.
Durante o Cerco do Porto, para evitar os vandalismos e saques de que foi alvo o Mosteiro de São Bento da Vitória, foram retirados certos azulejos que representam episódios da vida de Nossa Senhora e do quotidiano em geral, e colocados na fachada da Casa na Rua de São Miguel, no n.° 4, classificado como Imóvel de Interesse Público desde 1962.